# آزوفسکی (آستراخان)
آزوفسکی (به لاتین: Azovsky) یک منطقهٔ مسکونی در روسیه است که در استان آستراخان واقع شده‌است.